# Sanna Khánh Hòa BVN FC
El Sanna Khánh Hòa BVN FC (en vietnamita: 'Câu lạc bộ Bóng đá Sanna Khánh Hòa BVN') es un equipo de fútbol de Vietnam que juega en la V.League 1, la primera división de fútbol en el país.

## Historia
Fue fundado en el año 2013 en la ciudad de Nha Trang en la provincia de Khánh Hòa y debutaron en la Segunda Liga Nacional de Vietnam (tercera división), donde lograron el título de la categoría y consiguieron el ascenso a la V.League 2 para el año 2014.
En solo una temporada en la segunda categoría terminaron en segundo lugar y lograron el ascenso a la V.League 1 para el año 2015, liga en la que han estado en los primeros lugares, y en la temporada 2017 consiguieron clasificar al Campeonato de Clubes Mekong 2017, su primera aparición internacional, en donde perdieron la final ante el Muangthong United FC de Tailandia.

## Palmarés
- Segunda Liga Nacional de Vietnam: 1

2013

## Participación en competiciones internacionales
| Temporada | Torneo                   | Ronda       | Club              | Casa | Visita | Global |
| --------- | ------------------------ | ----------- | ----------------- | ---- | ------ | ------ |
| 2017      | Mekong Club Championship | 1           | Boeung Ket Angkor | 4-4  | 5-1    | 9-5    |
| 2017      | Mekong Club Championship | Semifinales | Lao Toyota        | 2-0  |        |        |
| 2017      | Mekong Club Championship | Final       | Muangthong United | 1-3  | 0-4    | 1-7    |

## Entrenadores
| Nombre      | Periodo       |
| ----------- | ------------- |
| Võ Đình Tân | 2013–presente |